# الأعموس (حزم العدين)

تعديل مصدري - تعديل

الأعموس هي إحدى قرى عزلة بني على بمديرية حزم العدين التابعة لمحافظة إب، بلغ تعداد سكانها 207 نسمة حسب تعداد اليمن لعام 2004.